# Territory Cirque
Der Territory Cirque ist ein Bergkessel mit einem Durchmesser von 1000 m im ostantarktischen Viktorialand. In der Asgard Range nimmt er den südlichsten Teil der MacDonald Hills in der Nordwand des Taylor Valley und liegt in 600 m Höhe unmittelbar südlich der Mündung des Commonwealth-Gletschers in den Fryxellsee.
Das New Zealand Geographic Board benannte ihn 1998 in Anlehnung an die Benennung des Commonwealth-Gletschers, um dem Hoheitsgebiet (englisch territory) des Australischen Bundes (englisch Commonwealth of Australia) zu entsprechen.